# Артёмовский спиртовой завод
Артёмовский спиртовой завод (укр. Артемівський спиртовий завод) — предприятие пищевой промышленности в городе Мерефа Харьковской области.

## История
Предприятие было построено в 1840 году в селении Артёмовка на окраине слободы Мерефа Харьковского уезда Харьковской губернии Российской империи, в 1896 году для изготовления стеклотары здесь же был построен стеклозавод.

### 1917—1991 годы
После начала Первой мировой войны 2 августа 1914 года был введён запрет на производство и продажу спиртных напитков (после революции 1917 года и во время гражданской войны не соблюдавшийся). После окончания боевых действий завод был восстановлен.
В декабре 1928 года Артёмовка (вместе с находившимися там предприятиями) вошла в состав Мерефы.
К концу 1930х годов спиртоводочный завод являлся одним из крупнейших предприятий города.
В ходе Великой Отечественной войны и в период немецкой оккупации города (21 октября 1941 — 5 сентября 1943) завод был разрушен, но в соответствии с четвёртым пятилетним планом восстановления и развития народного хозяйства СССР — восстановлен.
В целом, в советское время завод входил в число ведущих предприятий города.

### После 1991 года
После провозглашения независимости Украины завод перешёл в ведение государственного комитета пищевой промышленности Украины.
В марте 1995 года Верховная Рада Украины внесла завод в перечень предприятий, приватизация которых запрещена в связи с их общегосударственным значением.
После создания в июне 1996 года государственного концерна спиртовой и ликеро-водочной промышленности «Укрспирт», комбинат был передан в ведение концерна «Укрспирт».
В 2002 году завод произвёл 346,6 тыс. дал. спирта, 713 т диоксида углерода и 48,2 условных т ферментов.
В связи со вступлением Украины в ВТО в начале 2008 года завод прошёл сертификацию на соответствие стандартам HACCP.
В июле 2010 года государственный концерн «Укрспирт» был преобразован в государственное предприятие «Укрспирт», завод остался в ведении ГП «Укрспирт».
Начавшийся в 2008 году экономический кризис осложнил положение предприятия, но после шестимесячного простоя в 2011 году, в начале ноября 2011 года завод возобновил работу.
В 2012 году завод вновь остановился, но после пятилетнего простоя в июне 2016 года на предприятии начались работы по запуску производства.
В 2020 году было принято решение о приватизации предприятий спиртовой промышленности, 15 октября 2020 года Фонд государственного имущества Украины объявил о начале аукциона. 20 октября 2020 года завод был продан за 50 млн гривен.